# Själ och hjärta
Själ och hjärta är ett album av artisten Lars Winnerbäck som släpptes 29 april 2022. Det är Lars Winnerbäcks fjortonde studioalbum.
Albumet släpptes först i tre delar, där de första två släpptes redan 2021.

## Låtlista
1. Blåser bort
2. Älvens industrier
3. Släpp det där mörkret
4. Själ och hjärta
5. Skjutna stad
6. Skriet
7. Grand hotell
8. Jag väntar här
9. Decembernatt
10. Kallt regn som faller
11. Nånting kanske stjärnorna
12. När hjulen rullar

## Mottagande
Aftonbladets Natasha Azarmi gav albumet 3/5 och skrev "De personliga låtarna handlar mycket om känslan av att inte riktigt passa in eller höra hemma någonstans, ett tema som framför allt får ta plats i avslutande ”När hjulen rullar” med självanalyserande tankar som ”Mina rötter är lika tunna som flygigt hår i vinden/Jag är inte tyngd av några traditioner”. Den femte låten i albumet Skjutna stad uppmärksammandes extra för dess starka skildrande av ett sprucket samhälle.
Dagens Nyheters Mattias Dahlström berättar om ett album som skildrar en välfärdsstat som en gång var, där "den lugnt lunkande musiken är som en fast hand att hålla sig i".
Johan Lindqvist på Göteborgs-Posten skrev att albumet gav en hoppfull ton där "Winnerbäcks gubbrock går mot mer hoppfullt håll".
Karin Grönroos på Borås Tidning var mer kritisk i sin recension av Själ och hjärta, där frånvarande av en röd tråd genom albumet och dess, enligt henne, svårsorterade låtar kritiserades. Hon påpekade dock att Nånting, kanske stjärnorna, Blåser bort och albumtitlade Själ och hjärta väger upp albumet något i sin slagkraftighet. Även om hon längtar efter ett mer experimentellt sound i Lars Winnerbäcks nu 20 åriga karriär.
Sveriges Radio intervjuade två trogna Lars Winnerbäck-fans som gav albumet ett positivt omdöme. De nämnde bland annat att albumet har en positiv framtidssyn i i kölvattnet av Covid-19-pandemin.